# Природні кілери
Природні кілери або NK-клітини — великі гранулярні лімфоцити, що є частиною вродженого (неспецифічного) імунітету, оскільки, на відміну від Т- і В-лімфоцитів, на їхній поверхні відсутні антиген-специфічні рецептори. Природні кілери становлять 5-10 % від загальної кількості лімфоцитів у крові людини. Вони відіграють важливу роль у захисті організму від вірусних інфекцій та є невід'ємною складовою протипухлинного імунітету.
Ці клітини проявляють цитотоксичну дію, шляхом вивільнення із цитоплазматичних гранул білків перфоринів та гранзимів, що змушують клітину-мішень помирати шляхом апоптозу. Назва «природні» означає, що вони не потребують попередньої активації, для того щоб знищити небезпечну для організму клітину.

## Історія відкриття
Відкриття NK-клітин у 1976 році було частково випадковим. Імунологи проводили дослід із вимірювання протиракової активності лімфоцитів мишей. Тварини попердньо імунізувались відповідним типом злоякісно трансформованих клітин, як негативний контроль використовувались лімфоцити із здорових мишей та мишей, імунізованих іншим типом ракових клітин. На великий подив дослідників, контрольні лімфоцити проявляли добре виражену протиракову активність, здійснюючи лізис перероджених клітин. Пізніше було з'ясовано, що за це відповідали великі гранулярні лімфоцити, тобто природні кілери.
Для того щоб з'ясувати, яким чином NK-клітини розпізнають свої мішені, вчені використовували модель відторгнення трансплантатів кісткового мозку в мишей. Отримані дані дозволили сформулювати гіпотезу «відсутнього я» (англ. missing self), згідно із якою природні кілери вбивають всі клітини, на поверхні яких відсутні ендогенні молекули головного комплексу гістосумісності класу І. Зараз відомо, що у регуляції активності NK-клітин справді беруть участь молекули MHC класу І, але також задіяні і інші фактори.

## Поверхневі детермінанти природних кілерів
Від інших лімфоцитів людини природні кілери можна відрізнити за наявністю на їхній мембрані антигену CD56 (ізоформи молекули адгезії нервових клітин (англ. neural cell adhesion molecule, NCAM) масою 140кДа) та відсутністю CD3, характерного для Т-лімфоцитів. Проте CD56 присутній також на невеликій частині Т-клітин. Також було з'ясовано, що ця детермінанта взагалі відсутня на NK-клітинах мишей.
У 2007 році було запропоновано використовувати маркер NKp46 (NK-активуючий рецептор) для виділення природних кілерів із крові будь-якого виду. Проте ця молекула була виявлена також і на поверхні невеликої кількості Т-цитотоксичних клітин, більше того, частина CD3-/CD56+ клітин не експресували на мембрані NKp46. Визначення точного поверхневого фенотипу природних кілерів, яке б дозволило отримувати чисті поплуяції цих клітин триває досі.

## Дозрівання природних кілерів
Всі лімфоцити розвиваються із спільних клітини-попередників лімфоїдного ряду, що в свою чергу утворюються із гемопоетичних стовбурових клітин у кістковому мозку. Відповідно, у кістковому мозку наявні всі проміжні стадії розвитку В-лімфоцитів, і частина — Т-лімфоцитів. Решта незрілих Т-клітин була виділена із тимуса, де вони завершують свій розвиток. Проте, проміжні стадії дозрівання NK-клітин не були знайдені ні в кістковому мозку, ні в тимусі.
На відіміну від інших лімфоцитів природні кілери завершують свій розвиток у вторинних лімфоїдних органах (лімфатичних вузлах та мигдалинах). Субпопуляція 

CD34+/CD45RA+ клітин-попередників лімфоїдного ряду (pro-NK-клітини) із кісткового мозку потрапляє у кровотік, і транспортується до вторинних лімфоїдних органів. У лімфатичних вузлах pro-NK-клітини виходять у парафолікулярний простір, де відбувається їх подальше дозрівання. Для розвитку цих клітин необхідна наявність у мікрооточенні інтерлейкіну 15 (ІЛ-15), який синтезується деякими дендритними клітинами. Проміжними стадіями розвитку NK-клітин у вторинних лімфоїдних органах є pro-NK, pre-NK, iNK (від англ. immature) та CD56bright NK (від англ. bright — яскравий). Останні відзначаються дуже високим рівнем експресії поврехневого білка CD56, взаємодія якого із рецептором до фактору росту фібробластів-1, є необхідною для завершення розвитку природних кілерів. Зрілі NK-клітини, CD56dim NK (від англ. dim — тьмяний), виходять у лімфу, із якою згодом потрапляють у кров. Частина CD56bright NK-клітин залишається у вторинних лімфоїдних органах, для регуляції функціонування деяких клітин імунної системи.
| Дозрівання природних кілерів у вторинних лімфоїдних органах |                                                                       |                                     |                                        |                                          |                                            |
| Стадія дозрівання                                           | pre-NK                                                                | pro-NK                              | iNK                                    | CD56bright                               | CD56dim (зрілі природні кілери)            |
| Експресія поврехневих детермінант                           | CD34+ CD45RA+ CD10+ CD117- CD161-                                     | CD34+ CD45RA+ CD10- CD117+ CD161+/- | CD34- CD117+ CD161+ NKp46- CD94/NKG2A- | CD171+/- NKp46+ CD94/NKG2A+ CD16- KIR+/- | CD171- NKp46+ CD94/NKG2A+/- CD16+ KIR+     |
| Місце                                                       | Утворюються у кістковому мозку і мігрують у вторинні лімфоїдні органи | Вторинні лімфоїдні органи           | Вторинні лімфоїдні органи              | Вторинні лімфоїдні органи                | Виходять у лімфу і повертаються у кровотік |

## Функції природних кілерів
Природні кілери є частиною вродженого імунітету, вони задіяні у ранній відповіді проти вірусних інфекцій та внутрішньоклітинних бактерій. Порівняно із клітинами специфічного імунітету (Т- і В-лімфоцитами) вони мають ту перевагу, що не потребують довгої активації. Пік їхньої активності припадає на 3-тій день після початку інфекції, тоді як для цитотоксичних Т-лімфоцитів він наступає аж на 7-мий день. Крім того NK-клітини доповнюють дію Т-цитотоксичних клітин, знищуючи недоступні для них клітини із зменшеною або відсутньою експресією білків головного комплексу гістосумісності. Нарешті, природні кілери, можуть ще й регулювати імунну відповідь продукуючи різні цитокіни, зокрема інтерферон-γ. Важкі наслідки нестачі природних кілерів в організмі людини можуть бути проілюстровані на прикладі синдрому Чедіак-Хігасі. Внаслідок дисфункції NK-клітин та нейтрофілів хворі страждають від підвищеної схильності до інфекцій та розвитку лейкімії та лімфом.
Функції, які виконують природні кілери можна поділити на два головних типи: продукування цитокінів, що регулюють роботу інших клітин імунної системи, і безпосереднє знищення ушкоджених клітин, що відбувається за участі перфоринів/гранзимів або рецепторів смерті.

### Утворення інтерферону-γ
Частина субпопуляції CD56bright NK-клітин залишається у вторинних лімфоїдних органах, там вони перебувають у безпосередній близькості до Т-гелперів та багатьох антиген-презентуючих клітин. Ці клітини можуть впливати одне на одних, синтезуючи різні набори цитокінів. Природні кілери зокрема виділяють інтерферон-γ (ІФН-γ), який може виконувати наступні функції:
- стимулює Т-гелпери 1 (відповідають за запуск клітинного імунітету);
- активує антиген-презентуючі клітини і сприяє збільшенню експресії MHC класу І;
- активує знищення макрофагами облігатних внутрішньоклітинних паразитів;
- пригнічує проліферацію заражених вірусами та ракових клітин.

Для того, щоб природний кілер почав синтезувати ІФН-γ він повинен отримати два сигнали, одним із яких завжди є інтерлейкін 12 (ІЛ-12), а іншим може бути ІЛ-1, ІЛ-2, ІЛ-15, ІЛ-18 або сигнал від рецепторів активації NK-клітин, таких як CD16 (FcγRIIIa) або NKG2D. Всі вищезгадані цитокіни можуть синтезуватись моноцитами, макрофагами або/і дендритними клітинами. Продукування інтерферону-γ та інших прозапальних цитокінів та хемокінів природними кілерами починається за кілька хвилин після їх стимуляції, що відрізняє їх від Т-лімфоцитів, які потребують тривалої активації.
Прозапальні цитокіни, що виділяються NK-клітинами не тільки активують інші клітини імунної системи, а також і стимулюють їх до секреції ІЛ-10 та трансформуючого фактору росту-β, які у свою чергу пригнічують самі NK-клітини. Таким чином ця система регулюється на основі негативного зворотного зв'язку.

### Антитіло-залежна клітинна цитотоксичність

Антитіло-залежна клітинна цитотоксичність за участі природних кілерів. До антигенів на поверхні клітини-мішені приєднуються антитіла, природні кілери мають рецептори (FcγIIIA) до константого (Fc) домену антитіл, таким чином вони специфічно спрямовуються до клітини, яка має бути знищеною. Приєднання рецептора FcγRIIIA до Fc домену викликає виділення природними кілерами перфоринів та гранзимів, які забезпечують знешкодження клітини-мішені.

Зрілі природні кілери, що циркулюють у крові, мають значно вищу здатність до цитолітичної дії, ніж CD56bright NK-клітини, що залишаються у лімфатичних вузлах. Також зрілі NK-клітини мають нижчий рівень експресії CD56, зате на їхній мембрані у більшій кількості наявний маркер CD16. CD16 — це низькоафінний Fcγ рецептор ІІІА, що приєднується до костантного домену антитіл іммобілізованих на поверхні клітини. Приєднання FcγIIIA до антитіла призводить до дегрануляції природного кілера, внаслідок чого відбувається перфорин-залежний лізис клітини-мішені. Така дія називається антитіло-залежною клітинною цитотоксичністю (англ. antibody-dependent cellular cytotoxicity).
Антитіло-залежна клітинна цитотоксичність спостерігалась після введення хворим на рак препаратів на основі моноклональних антитіл: трастузумаб (англ. Trastuzumab) та ритуксимаб (англ. Rituximab). Після приєднання антитіл до злоякісних клітин, останні руйнувались в основному природними кілерами. У здійсненні антитіло-залежної клітинної цитотоксичності можуть брати участь також інші клітини неспецифічної імунної системи (нейтрофіли, еозинофіли, макрофаги, моноцити).

### Активація природних кілерів, незалежна від антитіл
Природні кілери можуть здійснювати лізис клітин-мішеней навіть без участі антитіл. Оскільки вони не мають на своїй поверхні антиген-специфічних рецепторів, механізм за яким NK-клітини розпізнають свої мішені деякий час залишався незрозумілим. Першою гіпотезою, що пояснювала таке розпізнавання, була гіпотеза «відсутнього я» (англ. missing self). Вона стверджувала, що природний кілер буде вбивати будь-яку клітину, на поверхні якої нема достатньої кількості ендогенних молекул MHC класу І. Пізніше було з'ясовано, що ця гіпотеза була надто спрощеною, насправді NK-клітини містять велику кількість рецепторів активації та інгібування, сигнали від яких беруть участь у регуляції цитотоксичної активності NK-клітин.

#### Інгібуючі рецептори природних кілерів

Регуляція активації природних кілерів. На поверхні природних кілерів присутні рецептори інгібування (KIR, NKG2), що розпізнають ендогенні молекули MHC класу І та рецептори активації (NKG2D), що розпізнають молекули, які синтезуються під час клітинного стресу (MICA, MICB, ULBP-4). Для здійснення цитотоксичного ефекту NK-клітини потрібна одночасна наявність активаційного сигналу та відсутність інгібуючого.

До інгібуючих рецепторів природних кілерів належать:
- Кілька типів KIR (англ. killer immunoglobulin-like receptor), що розпізнають класичні молекули MHC класу Ia (HLA-A, HLA-B та HLA-C);
- Гетеродимерний рецептор CD94/NKG2A, що взаємодіє із некласичними молекулами MHC класу Ib (HLA-E).

Інгібіторні сигнали, що надходять від цих рецепторів після їх взаємодії із ендогенними молекулами головного комплексу гістосуміснотсі здатні пригнічувати будь-який активуючий сигнал.
В геномі людини існує кілька десятків генів, що кодують різні молекули KIR, і кожна NK-клітина експресує тільки частину із них. Визначення правильного набору інгібіторних рецепторів, які будуть розпізнавати саме власні ендогенні молекули MHC даного організму, відбувається у процесі «освіти» природних кілерів.
У багатьох інфікованих вірусами та злоякісно перероджених клітин рівень експресії MHC класу І різко знижується (таким чином вони можуть уникнути цитотоксичної дії Т-лімфоцитів), ці клітини можуть стати мішенями для NK-клітин.

#### Активуючі рецептори природних кілерів
Цитотоксична дія природних кілерів залежить від динамічної рівноваги між інгібіторними та активуючими рецепторами. Для лізису клітини-мішені не достатньо самої лише відсунтності пригнічуючого сигналу, необхідна також наявність активуючого, який може надходити від одного із наступних рецепторів:
- NKG2D
- NCR
- нектин і нектино-подібні рецептори
- NKp80 та деяких інших.

Найкраще охарактеризований рецептор NKG2D, що розпізнає принаймні шість різних лігандів (три із них є трансмембранними білками (MICA, MICB та ULBP-4), ще три — гілкофосфатидилінозитол-заякореними (наприклад ULPB-4)). Ці ліганди відсутні на поверхні нормальних клітин організму, а з'являються у випадку генотоксичного або клітинного стресу, що виникає, наприклад, при зараженні вірусом або злоякісному переродженні.

### Механізм цитотоксичної дії
Природні кілери можуть проявляти цитотоксичність одним із двох шляхів:
- Більшість NK-клітин мають на своїй поврехні білок FasL, який при активації приєднується до рецептора смерті Fas на поверхні клітини-мішені і таким чином активує в ній апоптоз;
- Природні кілери містять гранули заповнені білками перфоринами та гранзимами, при активації відбувається дегрануляція клітин. При цьому перфорини вбудовуються у мембрану мішені і утворюють канали, це саме по собі може викликати осмотичний лізис клітини. Крім того, через ці канали у цитоплазму клітини можуть потрапляти протеази гранзими, які запускають каскад реацій активації апоптозу.